# Festuca hackelii
Festuca hackelii là một loài thực vật có hoa trong họ Hòa thảo. Loài này được Beck mô tả khoa học đầu tiên năm 1890.